# Wino w kulturze
Wino, odkąd człowiek zaczął je wytwarzać, stanowiło nie tylko ważny element jego diety, ale zostało włączone w jego religię, tradycje, rozrywki, sztukę, przez co zaczęło być nierozerwalnie związane z kulturą.

## Wino w obrzędach religijnych

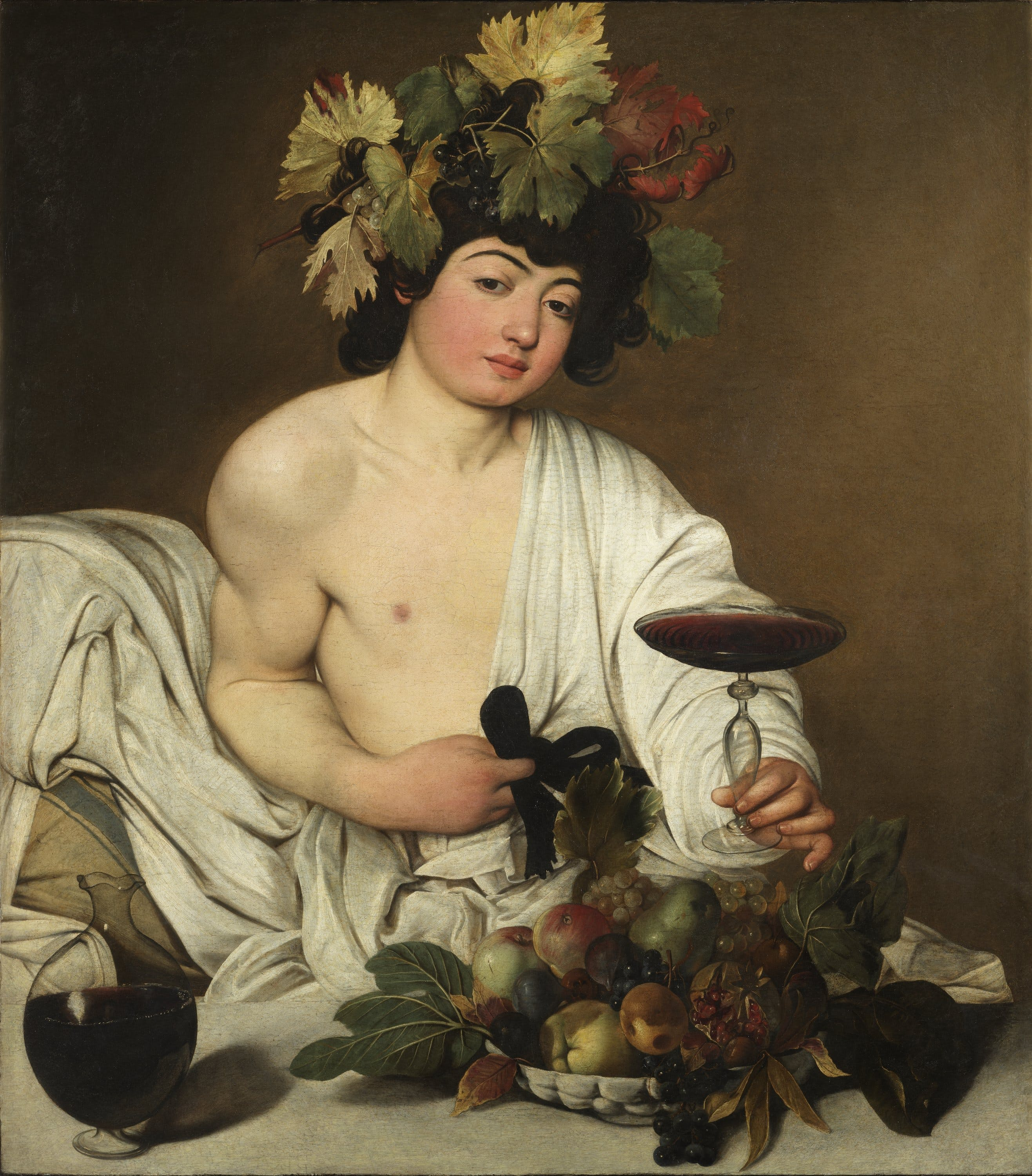
Caravaggio – Bachus, ok. 1595

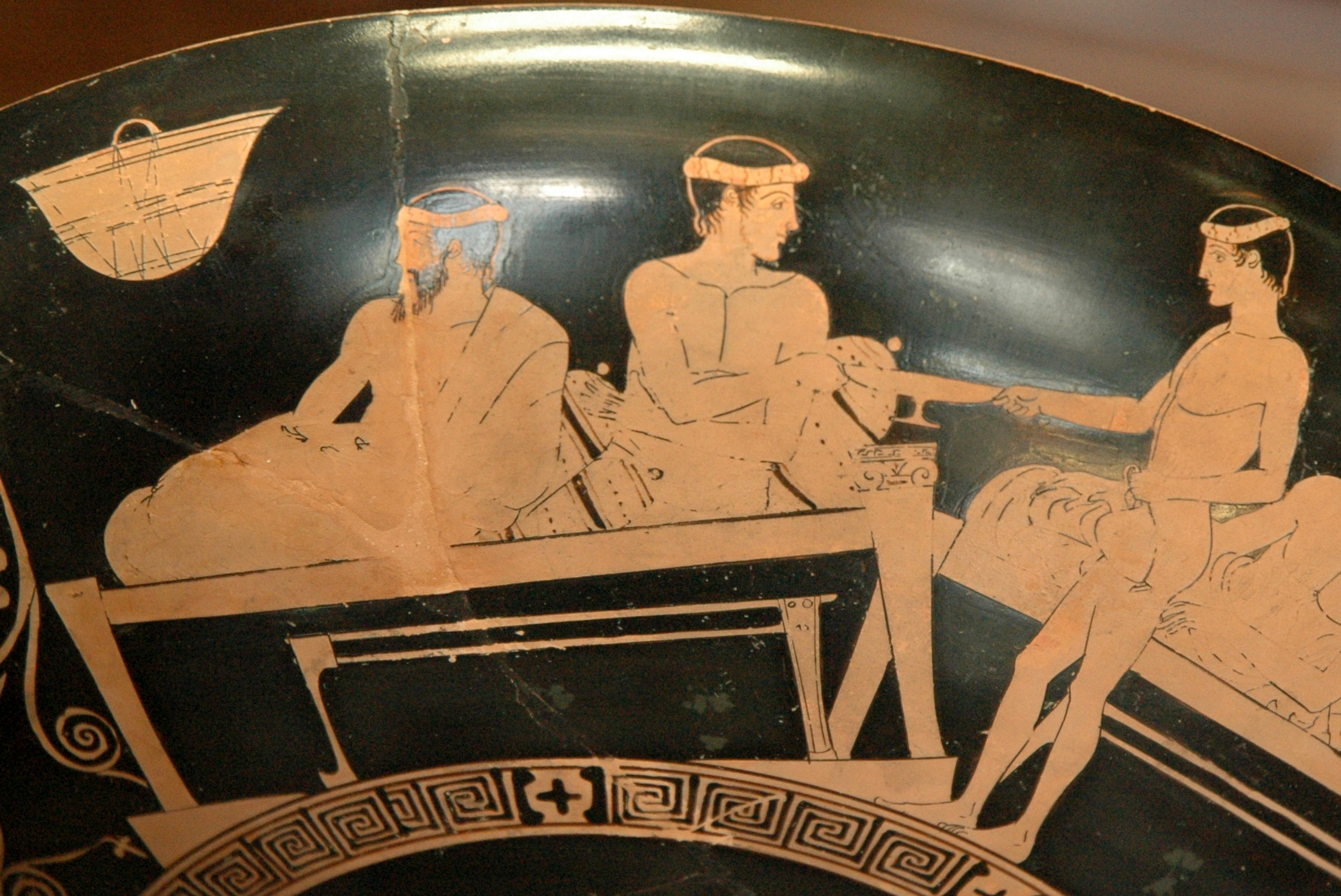
Scena z sympozjum na starogreckim kyliksie w stylu czerwonofigurowym

Już według sumeryjskiego mitu bóstwa Enki i Ninmah upiły się winem, świętując stworzenie ludzi. W całym starożytnym świecie wino było związane z obrządkami religijnymi, wierzono, że wino jest darem boskim, czego wyrazem są ofiary w egipskich grobowcach, grecki kult Dionizosa, rzymski kult Bachusa. Duże ilości wina przynoszono do świątyń, spożywano na ucztach ku czci bogów.
Znaczny wzrost popularności wina związany był z kultem greckiego boga wina, płodności, wegetacji – Dionizosa. Dionizos z jednej strony kojarzony był z dobrodziejstwem, łagodzeniem niedoli człowieka; z drugiej był mściwy, karcący wszystkich, którzy mu się sprzeciwiali. Jego kult przybierał formy nieograniczonego picia alkoholu, orgii; było to umyślne przekraczanie ram normalnego zachowania. Tymczasem Dionizos od swoich czcicieli nie wymagał upijania się, chodziło raczej o osiąganie stanu relaksu i radości. Centrum towarzyskiego życia greckich mężczyzn stanowił symposion (dosłownie wspólne picie) ku czci Dionizosa, podczas którego nierzadko dyskutowano na tematy związane z filozofią czy polityką.
Grecki bóg wina Dionizos szybko został w Rzymie przemianowany na Bachusa i stał się częścią tamtejszej mitologii, a obchody kultu tego boga zmieniły nazwę z dionizji na bachanalia. Kult Bachusa nie pasował do tradycyjnych rzymskich wartości jak dyscyplina, stoicyzm, honor, do tego stopnia, że został zakazany przez senat w 186 p.n.e. i zniesiony dopiero przez Juliusza Cezara. Generalnie w starożytnym Rzymie i Grecji ludy pijące piwo zamiast wina (np. Celtowie) były uznawane za barbarzyńców.
Po upadku starożytnych bogów nastąpił kryzys winnej kultury przez kilka wieków i dopiero Karol Wielki podjął próby przywrócenia jej. W swoim Capitulare de villis zamieścił normy dla uprawy winnic w Szwajcarii, Niemczech i północnej Francji.

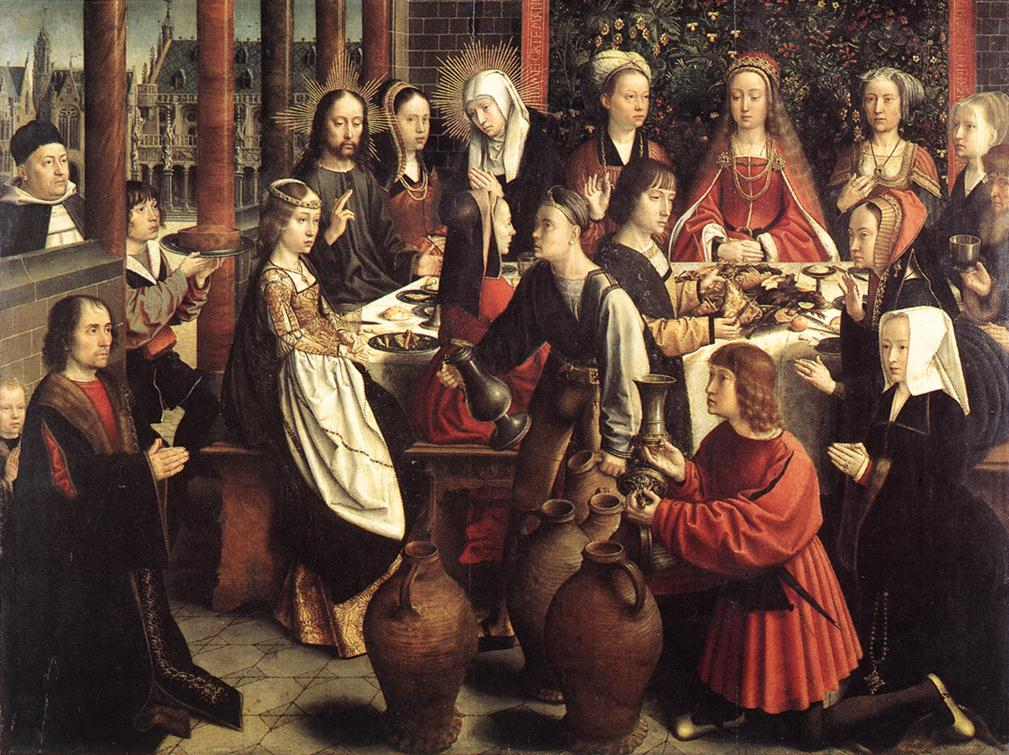
Gerard David – Wesele w Kanie Galilejskiej, ok. 1500

Biblia zawiera bardzo liczne wzmianki o winie, winnicy, winorośli, zarówno w symbolicznym, jak i w dosłownym znaczeniu.

Wino dla ludzi jest życiem, jeżeli pić je będziesz w miarę. Jakież ma życie ten, który jest pozbawiony wina? Stworzone jest bowiem ono dla rozweselania ludzi. Zadowolenie serca i radość duszy daje wino pite w swoim czasie i z umiarkowaniem. (Syr 31, 27-28)

Według Biblii pierwszym, który uprawiał winorośl był Noe. Przemienienie wody w wino w Kanie Galilejskiej było pierwszym cudem Chrystusa. Sam Chrystus przyrównywał siebie do krzewu winnego. Eucharystia w chrześcijaństwie zakłada łączność Boga z ludźmi poprzez komunię z ciałem i krwią Chrystusa pod postaciami chleba i wina. W ten sposób wino towarzyszyło upowszechnianiu się nowej religii.
Przez tysiąclecia ze względu na zanieczyszczenie wody pijano zarówno piwo, jak i wino mieszane z wodą. Zwyczaj mieszania wina z wodą zachował się do dziś m.in. w Kościele katolickim – do wina podczas mszy dodawana jest woda. Napoje sporządzane z użyciem zagotowanej wody jak kawa czy herbata stały się popularne w świecie Zachodu dopiero w XVII w..

## Wino w sztuce

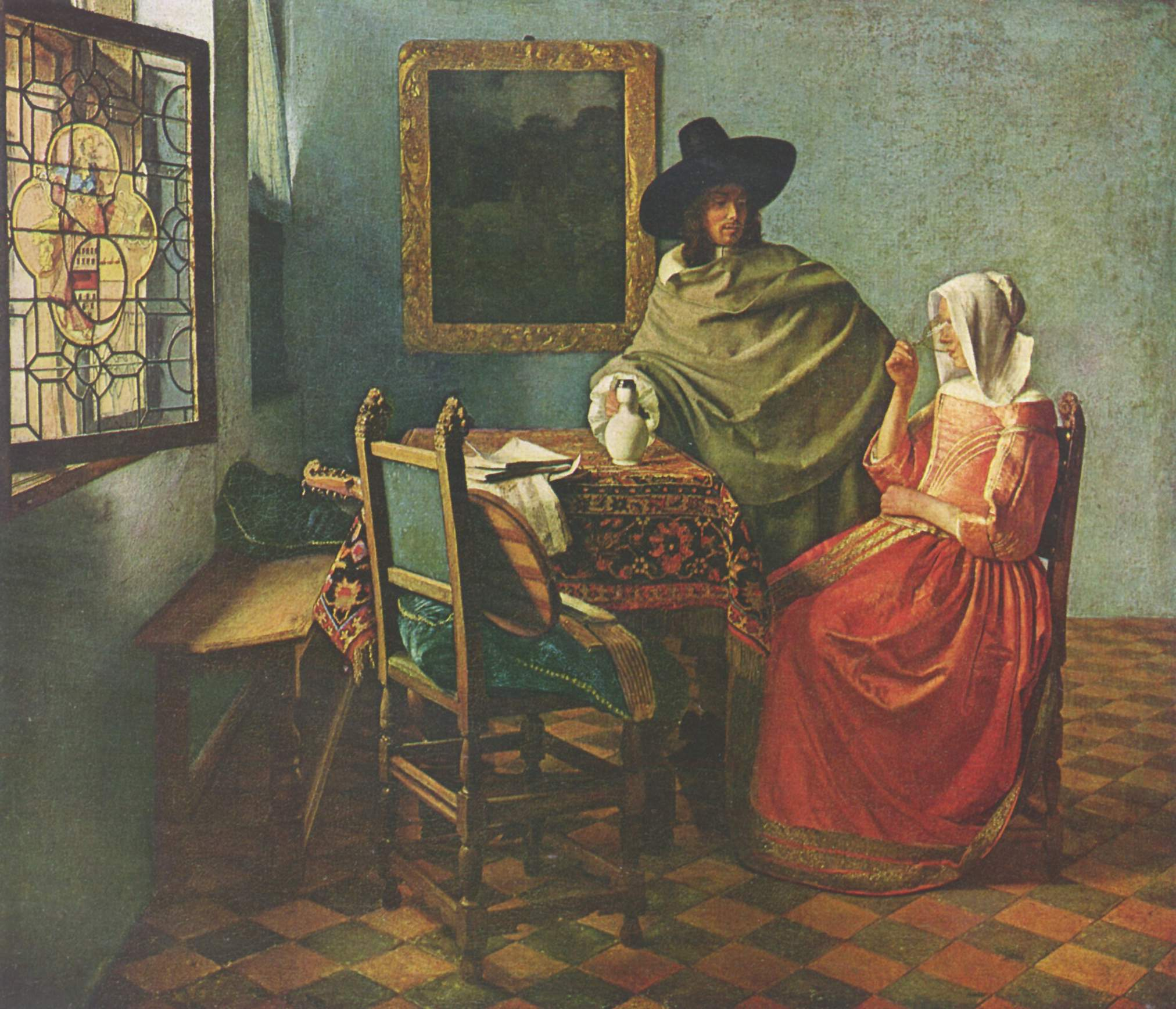
Jan Vermeer – Kielich wina, ok. 1660

Sztuka poruszająca temat wina często w naturalny sposób łączyła w sobie walory sacrum i profanum. W muzyce występowało zarówno w psalmach, w operze, jak i w pieśniach biesiadnych. W malarstwie winne grona pojawiały się w ornamentach, wino obecne było na obrazach przedstawiających obficie zakrapiane uczty, ale również w kielichach w przedstawieniach martwej natury. Wino symbolizuje m.in. eliksir życia wiecznego, dar boski, zbawienie, eucharystię, młodość, upojenie, pocieszenie, animusz, odwagę, erotykę, dzikość, wroga, diabła.
O winie pisał m.in. Pliniusz Starszy w Historii naturalnej, Kanto Starszy w O gospodarstwie wiejskim, Wergiliusz w Georgikach, Piotr Crescenzi w popularnym w średniowieczu i renesansie podręczniku rolnictwa. Wspominano o nim ponad stukrotnie w Biblii, m.in. w Pieśni nad pieśniami, Księdze Izajasza. Wino pojawiało się w literaturze pięknej, w epopejach, tekstach satyrycznych, poetyckich. Z uznaniem o winie pisał m.in. Shakespeare, Rousseau, Voltaire, Bacon, Byron. Wśród polskich autorów temat wina poruszał Tuwim w Słowniku pijackim, wspominali o nim w swoich dziełach m.in. Juliusz Słowacki (w Kordianie, we fragmencie nawiązującym do wydarzeń w Kanie Galilejskiej), Jan Kochanowski, Maria Konopnicka, Henryk Sienkiewicz i wielu innych.

## Wino w powiedzeniach

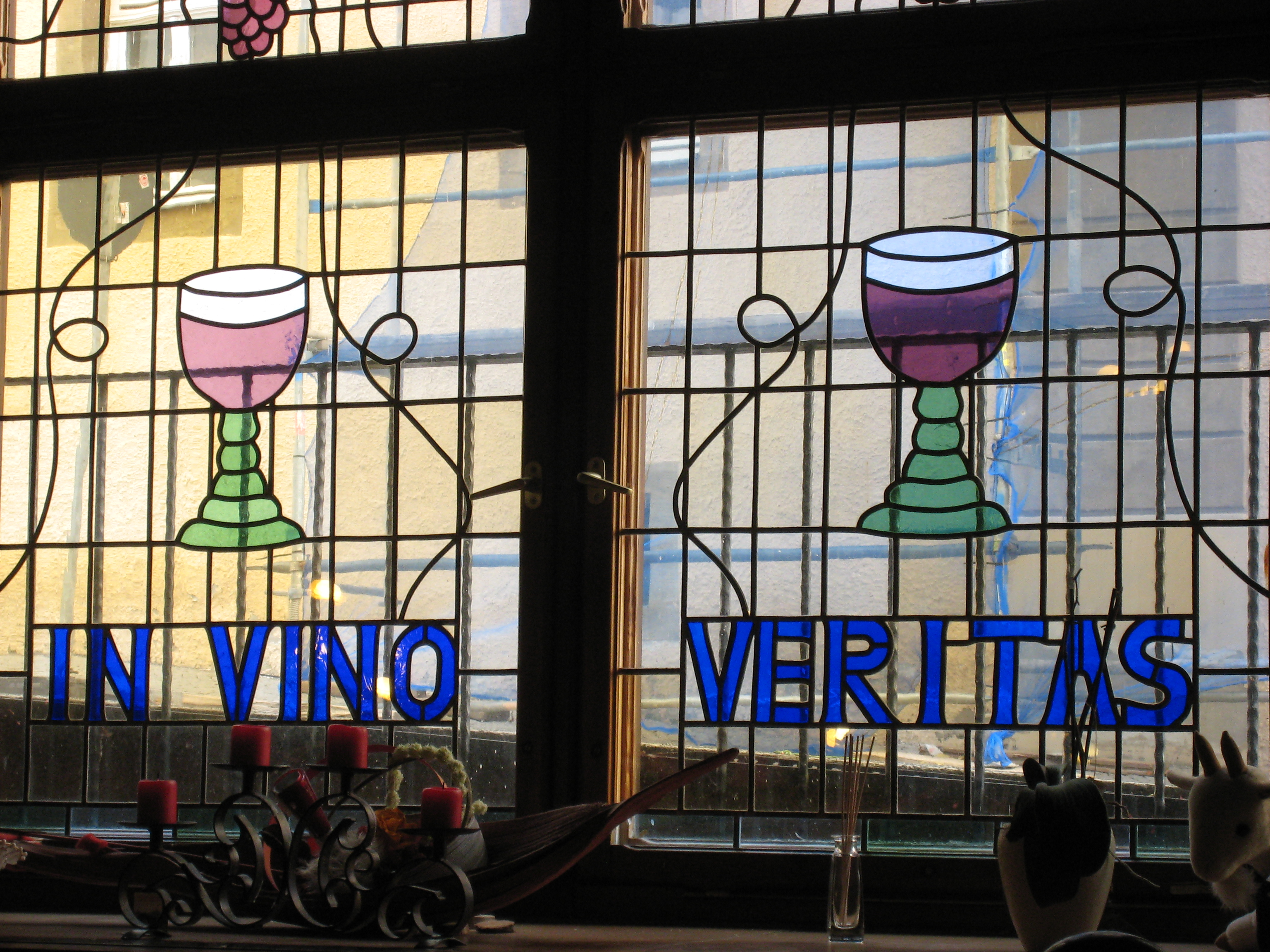
Okno witrażowe w restauracji w piwnicach ratusza w Ilmenau

W kontekście wina często przywołuje się sentencję in vino veritas – w winie leży prawda, co jest bliskie sentencji Pliniusza Starszego z Historii Naturalnej veritas attributa vino est – prawdę przypisuje się winu. Międzynarodowy charakter ma także konstrukcja „wino – kobieta – śpiew”, w pełniejszej wersji „kto nie kocha wina, kobiety i śpiewu, ten całe życie pozostanie głupcem”, której autorstwo przypisuje się Marcinowi Lutrowi. Wino, kobieta i śpiew to także tytuł popularnego walca z 1869 autorstwa Johanna Straussa – syna. Wiele bajek, baśni i przypowieści, a także XII księga Pana Tadeusza Mickiewicza kończy się słowami: „A ja tam [z gośćmi] byłem, miód i wino piłem”. W dobie współczesnej najpopularniejszymi skrzydlatymi słowami są te wyjęte ze znanej piosenki biesiadnej Żal za Ukrainą z 1859 do muzyki Macieja Kamieńskiego „Wina, wina, wina, wina dajcie [a jak umrę, pochowajcie na zielonej Ukrainie przy kochanej mej dziewczynie]”.

## Wino a styl życia

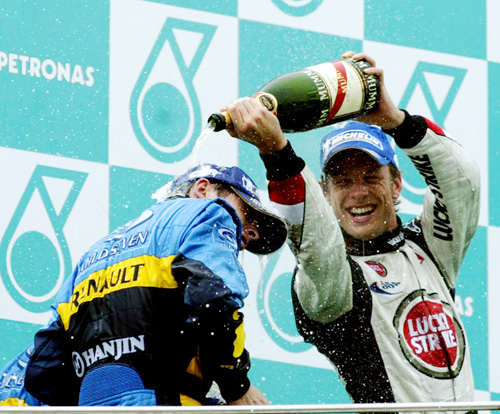
Przykład świętowania szampanem

Spożywanie wina nierzadko jest postrzegane jako ważny element stylu życia. Współczesny indywidualizm przejawia się w niebanalnym sposobie spędzania wolnego czasu; na ocenę danego człowieka ma wpływ jego hobby, zainteresowania. Wino świetnie wpisuje się w takie podejście – picie wina może świadczyć o ucywilizowaniu, wino może stanowić obszar pogłębiania wiedzy, poszukiwań, spędzania wolnego czasu (łącząc się często z jedzeniem czy turystyką), pozwalać na odrzucenie tego, co masowe. Jednak paradoksalnie w wielu krajach wino jako napój codzienny jest właśnie masowym produktem. Wino może być narzędziem manifestowania własnego statusu społecznego. Osoba szczycąc się wiedzą na temat wina, może ukazywać swoje wyrafinowanie, a sygnalizując, ile jest w stanie zapłacić za butelkę wina, może chełpić się swoją zamożnością. Szczególnie szampan (którego spożycie nierozerwalnie jest kojarzone ze świętowaniem i szczęściem) oraz inne drogie wina postrzegane są jako dobra luksusowe, są czasem używane dla zaznaczenia prestiżu, ekskluzywności.
Wino jest też postrzegane jako jeden z najzdrowszych trunków, co wpisuje się w kolejny aspekt współczesnego stylu życia – dążenie do dobrostanu fizycznego. Rola wina w stylu życia może jednak różnić się u mieszkańców różnych krajów. W wielu częściach Europy wino jest powszechnym, nierozerwalnym elementem spożywania posiłków, w związku z czym spożycie wina jako takiego tam spada. W innych zaś krajach, zwłaszcza rozwijających się, spożycie wina kojarzone jest ze statusem i zamożnością. Przykładowo w państwach, gdzie stosunkowo wysokie było spożycie napojów spirytusowych (jak Polska czy Finlandia) spada ono na rzecz wina i piwa.